# Éric Guglielmi
Éric Guglielmi (10. května 1970, Revin – 19. června 2021, Paříž) byl francouzský fotograf, redaktor a fotoreportér.

## Životopis
Guglielmi se narodil a vyrůstal v Revinu. Jako fotograf samouk pořídil své první snímky ve svých dvanácti letech fotoaparátem Praktica. Na montážní lince začal pracovat v šestnácti letech. V roce 1990 byl zaměstnán ve fotografické laboratoři v Paříži a následně se stal módním fotografem. Inspirovali ho významní američtí fotografové.
Guglielmi se stal v Mali korespondentem pro magazíny Libération a Jeune Afrique. Zachytával aktuální dění v Bangladéši, Demokratické republice Kongo a na Ukrajině. Během svého mládí si oblíbil díla Artura Rimbauda a následně pak metodicky navštěvoval města uváděná básníkem. Oženil se s Malinou v Bamaku a založil fotografickou agenturu Djaw a časopis Tarik Hebdo. V roce 1998 se vrátil do Francie.
Po zpravodajské fotografii ve Rwandě v roce 2002 Guglielmi na pět let ukončil fotografickou praxi. Po této pauze se rozhodl pořizovat fotografie v dlouhodobých projektech přímou fotografickou kamerou. Pořizoval také černobílé a umělecké barevné panoramatické fotografie.
Guglielmi vášnivě propadl pokročilým fotografickým tiskařským technikám s využitím stříbra, otevřel laboratoř pro všechny umělce, kteří tuto metodu chtěli použít. V roce 2010 založil Gang, nezávislé nakladatelství fotografických knih. Získal grant od Maison de la photographie Roberta Doisneaua, což mu umožnilo vrátit se do Ardenska. Po departementu cestoval dva roky a po dokončení cesty vystavoval svá díla.
Éric Guglielmi zemřel ve spánku v Paříži 19. června 2021 ve věku 51 let.

## Publikace
- Touba, voyage au cœur d'un islam nègre (2007)
- „Je suis un piéton, rien de plus.“ Arthur Rimbaud (2011)
- What happens ? (2016)